# I Run Kazakhstan
I Run Kazakhstan — серия концептуальных приключенческих забегов на пересечённой местности, по одному в каждом из 14 регионов Республики Казахстан.
Цель проекта — популяризация природных локаций Казахстана для активного образа жизни, внутреннего туризма и путешествий.

## Особенности проекта
Особенности проекта «I Run Kazakhstan»:
- забеги в рамках проекта проведены во всех регионах Казахстана;
- забеги проходили по пересечённой местности в формате трейлраннинг;
- маршруты забегов в 11 локациях из 14 проходились впервые;
- проект осуществлён без финансовой поддержки государства, на средства спонсоров.

Сроки проведения: сентябрь 2018 года — октябрь 2019 года. Изначально планировалось провести 14 забегов за 14 месяцев. Однако из-за травм на первых двух забегах и болезни график забегов был изменён.
Во многих местах проведения проекта внимание общественности привлекалось к экологическим проблемам. В частности, в песках «Баркын» (Актюбинская область Казахстана), на реке Урал (Западно-Казахстанская и Атырауская области Казахстана).

## Перечень маршрутов
| Номер | Регион                         | Район                            | Местность                                                                            | Дата          | Дистанция | Время   |
| ----- | ------------------------------ | -------------------------------- | ------------------------------------------------------------------------------------ | ------------- | --------- | ------- |
| 1     | Акмолинская область            | Национальный парк Бурабай        | вдоль озёр Шабакколь, Айнаколь                                                       | 26.09.2018 г. | 31 км     | 5:03:33 |
| 2     | Костанайская область           | Реликтовый бор Аманкарагай       | по участку лесничества Аманкарагай                                                   | 29.10.2018 г. | 30 км     | 4:19:37 |
| 3     | Мангистауская область          | полуостров Мангышлак             | по берегу Каспийского моря, район залива Голубая бухта, -10 — −50 м ниже уровня моря | 08.02.2019 г. | 30 км     | 4:22:58 |
| 4     | Алматинская область            | Национальный парк Алтын-Эмель    | по горному массиву Актау                                                             | 18.04.2019 г. | 30 км     | 4:26:19 |
| 5     | Карагандинская область         | Каркаралинский национальный парк | в горах Кент                                                                         | 08.06.2019 г. | 35 км     | 4:18:07 |
| 6     | Павлодарская область           | Баянаульский национальный парк   | в горах между озёр Жасыбай и Торайгыр                                                | 22.06.2019 г. | 26 км     | 4:15:16 |
| 7     | Северо-Казахстанская область   | Национальный парк Кокшетау       | горнолесной оазис Имантау                                                            | 14.07.2019 г. | 30 км     | 3:42:42 |
| 8     | Восточно-Казахстанская область | Рудный Алтай, Риддер             | горы Рудного Алтая, хребет Проходной белок                                           | 28.07.2019 г. | 30 км     | 3:26:46 |
| 9     | Актюбинская область            | Уилский район                    | пески Баркын, лесничество Баркын                                                     | 14.08.2019 г. | 31 км     | 4:26:35 |
| 10    | Туркестанская область          | Хребет Таласский Алатау          | каньон реки Аксу                                                                     | 04.09.2019 г. | 32 км     | 4:50:56 |
| 11    | Кызылординская область         | Северное Приаралье               | Малое Аральское море, район Залива Бутакова                                          | 25.09.2019 г. | 31 км     | 3:51:00 |
| 12    | Жамбылская область             | Киргизский хребет                | ущелье реки Мерке                                                                    | 30.09.2019 г. | 30 км     | 4:25:21 |
| 13    | Западно-Казахстанская область  | Теректинский район, река Урал    | Кирсановский заказник, Сауркин яр                                                    | 16.10.2019 г. | 30 км     | 3:44:59 |
| 14    | Атырауская область             | Жылыойский район                 | известковый массив Аккергешен                                                        | 23.10.2019 г. | 30 км     | 3:45:00 |

## Подготовка к забегам
Подготовка к забегам «I Run Kazakhstan» осуществлялась по индивидуальной программе. Общий тренировочный набег за 13 месяцев (сентябрь 2018 года — октябрь 2019 года) составил 2 135 км, 270 часов. Все дистанции проходились в автономном режиме, при котором атлет несёт всё необходимое на дистанцию снаряжение и питание на себе. После травмы на первых забегах был найден профессиональный тренер, и это позволило завершить проект досрочно.
В большинстве областей находились местные энтузиасты краеведения, туризма, любители бега, велосипедисты, которые помогали в реализации проекта.

## Интересные факты
Суммарно на 14 официальных маршрутах проекта было преодолено 426 км.
Самый высокогорный забег: Жамбылская область, ущелье реки Мерке — высшая точка: 2 627 метра.
Забег ниже уровня моря: Мангистауская область, Каспийское побережье — от −10 до −50 м.
Рекорд скорости: Восточно-Казахстанская область, горы Рудного Алтая — 3 часа 26 минут.
Суммарная длительность экспедиций: 80 дней.
В рамках проекта состоялись 2 объединённые экспедиции:
- Большая автомобильная экспедиция.
- Большая западная экспедиция.

В 4 забегах к проекту присоединялись местные любители-марафонцы:
- Костанайская область: Павел Тенцер;
- Павлодарская область: ветеран-марафонец Леонид Павлович Муляр;
- Туркестанская область: Артем Орлянский;
- Атырауская область: Кошербай Ихласов[5].

## Признание
Инициатор и исполнитель проекта Александр Габченко попал в Казахстанский информационно-энциклопедический справочник «Казахстанская Книга рекордов».
Александр Габченко получил благодарственное письмо от президента Республики Казахстан Касым-Жомарта Токаева за модернизацию общественного сознания, оказанную проектом I Run Kazakhstan в период его реализации.

## Отзывы о проекте
Я знаю Александра как велопутешественника, и его увлечение бегом лично меня очень обрадовало: в нашем полку прибывает. Саша собрал воедино и образ жизни, и здоровье, и чарующие пейзажи Казахстана. Он действительно выбрал самые красивые места, какими может похвалиться каждая область. Люди живут здесь всю жизнь и не знают, что у нас есть такие замечательные достопримечательности. Проект Александра нужен и важен, он призывает людей бегать не просто по стадиону или улице, а по живописным местам. Когда человек бежит, он видит больше, поэтому я поддерживаю подобные события. От всего сердца!
— Марат Жыланбаев

Несомненно, проект I Run Kazakhstan способствует развитию в республике трейлраннинга. Трейлраннеры со всего Казахстана с интересом следили за Габченко. Надеюсь, проект отразится и на развитии внутреннего туризма, ведь места, которые посетил Александр, впечатляющие и малоизвестные.
— Денис Власов